# Poliosia umbra
Poliosia umbra là một loài bướm đêm thuộc phân họ Arctiinae, họ Erebidae.